# Powersoft
A Powersoft S.p.A.  é uma companhia italiana especializada em design, produção e comercialização de uma ampla variedade de tecnologias high-end profissionais patenteadas para os mercados de áudio profissional e gestão de frotas audio profesional.

## Divisões
A Powersoft Audio, produz produtos como amplificadores de potência, componentes para alto-falantes e software de áudio para uso principalmente em aplicações de som e instalações no mundo todo.
A Powersoft Mobility, desenvolve e fornece produtos e serviços para gestão de frotas de veículos. Essa divisão, que é uma empresa irmã da Powersoft Audio, distribui unidades integradas e serviços relacionados aos mercados de gestão de frotas de veículos públicos, privados e comerciais para uma variedade de aplicações.
Os produtos da empresa feitos na Itália estão disponíveis em mais de 50 países, com uma extensa rede de distribuidores autorizados e centros de serviços.
A Powersoft também possui uma companhia irmã nos Estados Unidos, que trabalha sob contrato com vários agentes para expandir ainda mais a presença de marca da companhia.

## História da empresa
A companhia foi fundada em 1995 pelos irmãos Luca Lastrucci, Claudio Lastrucci e seu amigo em comum Antonio Peruch, inicialmente em uma garagem e depois em um pequeno apartamento em Florença, Itália.
O nome Powersoft foi escolhido porque unia a potência (“power”) do hardware para amplificação de áudio e o software para aplicações de inteligência artificial.  Combinando seu amor pela música, a tecnologia e a experimentação, os três jovens engenheiros eletrônicos em pouco tempo desenvolveram o primeiro projeto da empresa: um amplificador de 12 volts para dar potência ao sistema de som de um automóvel. A empresa logo começou a criar produtos para uma variedade de aplicações — tais como amplificadores de potência para o mercado de áudio profissional e plataformas telemáticas para incluir em veículos para os mercados de transporte público, privado e comercial.
Ao longo do curso de sua história, a Powersoft obteve crédito por várias inovações na indústria e por alguns produtos que foram pioneiros. Por exemplo, já em 1996, a empresa dominava o design e desenvolvimento de um novo amplificador Classe D que podia entregar altos níveis de potência consistentemente confiáveis — algo que não tinha sido logrado antes. A amplificação Classe D no começo foi denominada como inferior pela indústria de amplificadores. Hoje, essa tecnologia é considerada um standard na indústria.
Em 1996, junto com inovações paralelas da Powersoft Audio, a divisão Powersoft Mobility lançou seu primeiro produto, o Supertel: um sistema Interactive Voice Response (IVR) automático baseado no reconhecimento de fala em múltiplos idiomas e tecnologias de síntese de texto-a-fala. O Supertel definiria o caminho para vários produtos futuros que viriam na Powersoft Mobility, incluindo o RadioBus para a área de Milão, que foi avaliado como a melhor solução para serviço de transporte público a pedido na Europa.
Mientras tanto, dentro de la división de audio, el desarrollo de la tecnología switching con frecuencia fija proveyó varios beneficios a sus productos profesionales, incluyendo fuga de ruido bajo sin precedentes, bajo crosstalk y un comportamiento determinista adaptándose a cualquier y todo nivel de potencia. Esto ayudó a corregir la percepción general de la industria de que las fuentes de potencia switching eran menos estables. Usando su propia tecnología patentada, las fuentes de potencia switching de Powersoft también pudieron reducir enormemente la disipación de calor, entregar fuerza electromagnética reversa (reciclaje activo de la energía reactiva de los altavoces), mientras dirigen fácilmente cargas de impedancia. Estas innovaciones de tecnología hicieron a Powersoft una opción consciente del medio ambiente entre las marcas de amplificadores.
Em 1997, a Powersoft apresentou patentes e lançou sua primeira plataforma de produto: a DIGAM, consistindo dos modelos DIGAM 3000, 5000 e 7000. A plataforma DIGAM foi o resultado de uma colaboração entre os departamentos de Pesquisa & Desenvolvimento da Powersoft Audio e da Powersoft Mobility, e deu à empresa várias patentes, permitindo-lhe ampliar rapidamente suas operações e contratar mais funcionários. Depois de se tornar evidente que a opção integrada baseada em hardware seria possível, os departamentos de P&D de ambas as divisões da Powersoft colaboraram em muitos outros produtos que visariam tanto ao mercado de áudio profissional quanto ao de mobilidade.
Da perspectiva de produto, a colaboração também ajudou a lograr eficiência de potência superior e performance de saída sostenida, combinando tecnologia de amplificador switching com Pulse Width Modulation  (PWM ou Modulação de Largura de Pulso) e filtro de etapa de saída de carga independente. A Powersoft foi a primeira empresa a introduzir Power Factor Correction (PFC ou Correção de Fator de Potência) em amplificadores profissionais, refinando ainda mais o funcionamento dos seus amplificadores Classe D e entregando ao mesmo tempo uma confiabilidade vastamente aumentada. Enquanto isso, outras importantes marcas de amplificadores na indústria ainda estavam produzindo amplificadores analógicos. Pouco tempo depois, a Outline s.r.l., fabricante com base na Itália de produtos de áudio profissional, incluindo alto-falantes, realizou um pedido de 500 amplificadores DIGAM 7000, o maior pedido da empresa até hoje.
Seguindo o sucesso inicial do DIGAM 7000 na divisão de áudio, a Powersoft rapidamente ampliou suas operações, conseguiu novos fornecedores e estabeleceu edifícios inovadores de teste e montagem de produtos. Desde o começo da sua história e seguindo alguns dos seus primeiros sucessos comerciais, a Powersoft firmou o compromisso de investir 10% das suas aplicações na pesquisa e desenvolvimento de tecnologias de áudio e mobilidade pioneiras à medida que seus amplificadores se tornaram ainda mais leves e mais eficientes.
Em 1999, a Powersoft Mobility criou e desenvolveu um regulador de voltagem integrado para o time italiano de Fórmula 1. Esse desenvolvimento foi um catalisador para muitos outros produtos que seriam apresentados pela Powersoft Mobility ao longo do início de 2000. Vários dos produtos lançados presenciaram o aumento da incursão da Powersoft Mobility na fabricação e distribuição de plataformas de transporte e unidades de microcontrolador sofisticadas.
Em 2000, a Powersoft Audio continuou sua inovação com o lançamento da sua Q Series — os primeiros amplificadores de potência de quatro canais. Esses amplificadores podiam entregar uma densidade de potência mais alta em um formato de gabinete mais compacto.
Em 2001, os designs da Powersoft se fizeram ainda mais compactos, leves e eficientes com o módulo amplificador Powermod II , que naquele momento apresentava a mais alta densidade de potência que qualquer amplificador fabricado até a época. Foi essa tecnologia que abriu as portas aos designs de alto-falantes ativos que tanto predominam hoje. Os amplificadores anteriores, enormes, pesados e limitados de modo geral, tinham sido substituídos por uma solução que era muito menor e consideravelmente mais potente.
O ano de 2002 levou a uma nova dimensão de controle sobre os alto-falantes ativos para os produtos da Powersoft Audio, com o surgimento da tecnologia DSP em sua nova linha de amplificadores Digimod1000. A introdução do processamento de sinal dentro dos alto-falantes ativos forneceu mais controle, personalização de sistema e maior flexibilidade em geral para os usuários. Em 2003, a Powersoft lançou uma etapa de saída compacta de dois canais em modo Bridge: o módulo No Power Supply. Isso estendeu amplamente a série de possíveis configurações multimídia para posicionar dentro de um gabinete de alto-falante.
Enquanto isso, desde o início de 2000 houve contínuas inovações tecnológicas na Powersoft Mobility com produtos como a PTVA — uma unidade baseada em PC automotiva certificada e integrada criada para anúncios de áudio de “próximo ponto” e entrega de bilhetes em ônibus público. Em 2002, com a introdução da PowerLAC, a Powersoft Mobility forneceu outra solução integrada com capacidades de controlador ARM, criada para veículos, caminhões e trens. Mais tarde, nesse mesmo ano, a empresa introduziu a PowerTr@ck: uma plataforma de software de controle e monitoramento baseada em web para controle e gerenciamento de frotas.
Pouco tempo depois, em 2004, o GrilloParlante consistiu em um aparelho portátil interativo inovador integrado que adicionava capacidades de controle com um assistente de condução incorporado e multimídia baseado em localização. Ainda em 2004, a companhia criou a TraceBox, sua primeira solução de caixa preta altamente eficiente para veículos, caminhões e contêineres.
Simultaneamente, ainda em 2004, a Powersoft Audio lançou os amplificadores da K series que representava a culminação da experiência da empresa em amplificadores na época, e cuja tecnologia foi posteriormente adotada amplamente em toda a indústria de áudio. A K Series apresentou potentes capacidades de rede e processamento de sinal digital (DSP), acompanhando uma nova era de adaptabilidade e controle de sistema para os usuários finais nos mercados de som instalado e touring. A K Series também manifestou o que se tornaria um diferenciador-chave para a companhia no mercado de áudio profissional: sua habilidade para criar e fabricar amplificadores leves, de alta potência e de energia eficiente para uma variedade de aplicações, incluindo arenas esportivas, estádios, parques temáticos, clubes noturnos, igrejas, salas para atuações e muitos outros ambientes. Utilizando amplificadores da K Series, que eram muito mais leves e mais eficientes do que os modelos da concorrência, as empresas de touring e som instalado podiam reduzir drasticamente seus custos de transporte, operacionais e tempo de montagem.
Pouco tempo depois do lançamento da K Series, a empresa introduziu os amplificadores da LQ Series, que trouxe uma nova era para permitir aos usuários controle com capacidades de software de direção e controle remoto. Essa foi talvez a primeira geração do software Armonìa Pro Audio Suite da companhia, que funcionava em combinação com os amplificadores Powersoft para fornecer aos usuários uma ampla quantidade de controle baseado em DSP sobre seus sistemas de alto-falantes inteiros.
O ano de 2007 viu a Powersoft introduzir o DigiMod 3000PFC, que utilizava tecnologia Power Factor Correction (PFC) para garantir estabilidade de potência e menos dissipação, propiciando um funcionamento geral mais previsível. Mais tarde esse ano, o IpalMod da empresa, usando um feedback loop, oferecia aos fabricantes de alto-falantes a habilidade de modificar determinados parâmetros do driver, tornando possível adaptar as características físicas de um transdutor a um design acústico particular.
Enquanto isso, na Powersoft Mobility, o ano de 2006 presenciou a introdução do Communication Router, uma unidade integrada criada para aplicações em metrô e vias férreas, e em 2008, a Divisão trouxe o UCB2 ao mercado. Essa era uma unidade integrada multifunção baseada em PC criada principalmente para aplicações em ônibus. A inovação continuou na Powersoft Mobility quando, em 2009, foi lançado um novo tipo de produto: o SmartSeal, um selo eletrônico patenteado e uma solução inteligente para sistemas de proteção de espaços.
A década de 2010 viu a Powersoft Mobility continuar refinando seu legado de sistemas integrados para veículos e trens. Três produtos altamente inovadores foram introduzidos em 2010: primeiro, o PowerLAC-R era uma unidade de tabuleiro robusta apresentando capacidades de controlador ARM, criada e certificada principalmente para aplicações em vias férreas. Segundo, a empresa introduziu o LocaMezzi, uma solução para vias de trem baseada em web com potentes aplicações de direção. Por último, em 2010, a Powersoft Mobility lançou no mercado o PowerLAC-2. Era uma nova versão de unidade integrada robusta criada para veículos, caminhões e trens.
Em 2012, a companhia introduziu soluções de gestão de frotas mais refinadas e compactas, incluindo o UCB-ETX, uma unidade integrada multifunção baseada em PC criada principalmente para aplicações em ônibus. O SmartViewer, também apresentado em 2012, era um console de motorista interativo multifunção de 7” usado para aplicações de transporte integradas.
Hoje, como uma divisão irmã da Powersoft Audio, a Powersoft Mobility oferece soluções em cinco áreas principais: Planejamento de Rotas Automático, Análise e Monitoramento de Tráfego Urbano, Localização e Monitoramento de Frotas, AVM – Certificação de Serviço e Anúncios Integrados, e Sistemas de Transporte Receptivo On Demand.

### DEVA
A próxima inovação importante da Powersoft Audio chegou em 2013, com a introdução do Deva,  uma unidade multimídia ‘tudo em um’ com sofisticadas características incorporadas de mensagens, vídeo, segurança e redes. O produto — que funciona com energia solar e integra a tecnologia GPS — é ideal para ambientes de instalação em interiores e exteriores e pode ser escalado ao longo de grandes áreas praticamente sem cabos.

### M-Force
Também durante 2013, a Powersoft lançou sua tecnologia M-Force no mercado. A M-Force foi uma inovação importante na manipulação de potência e conversão eletromagnética, dependendo de uma estrutura de motor linear com ímã móvel em vez da tecnologia de transdutor tradicional para gerar ondas sonoras de baixa frequência com energia extremamente alta.
Essas duas tecnologias, que surgiram como resultado das vastas competências em pesquisa e desenvolvimento da Powersoft, levaram a empresa a explorar muitos novos usos potenciais para sua tecnología, tais como segurança interativa e aplicações em cidades inteligentes — transformando ao mesmo tempo aplicações existentes no espaço de subwoofer tradicional. Desde o lançamento da M-Force em 2013, muitas empresas de alto-falantes têm adotado a tecnologia para subwoofer da Powersoft em seus alto-falantes, incluindo a DAS Audio, Function One, Apia, AudioFocus, BASSBOSS.
Enquanto isso, o M-System, baseado no transdutor de motor M-Force e no amplificador switching M-Drive, foi desenvolvido como a mais recente solução para subwoofers de alta saída. Como um sistema baseado em ímã móvel que supera as limitações físicas dos subwoofers tradicionais, o sistema tira proveito da tecnologia Differential Pressure Control (DPC® ou Controle de Pressão Diferencial) da Powersoft. Para os fabricantes de alto-falantes e usuários finais, o M-System pode fornecer uma reprodução de frequência grave potente chegando até as áreas mais baixas do espectro de frequência, como também distorção mais baixa e níveis de pressão sonora mais altos comparados com designs de bobina móvel tradicionais.
No ano seguinte, em 2014, a Powersoft lançou seus amplificadores  X Series,  incluindo o modelo X4 de quatro canais e o X8 de oito canais. A X Series foi a primeira plataforma de amplificadores a apresentar DSP integrado, tornando esses amplificadores mais flexíveis em uma ampla linha de utilização de alto-falantes. A X Series foi rapidamente adotada pela turnê internacional dos Red Hot Chili Peppers quando a empresa Rat Sound, com base em Camarillo, Califórnia, usou os Powersoft X4 como um componente integral dos seus monitores SuperWedge. Os monitores SuperWedge foram usados em combinação com o software Armonía, da Powersoft, para entregar configurações de saída de monitor múltiplas para a banda, junto com som detalhado e nítido.
Em 2015, a empresa introduziu sua série de amplificadores Ottocanali DSP+D. A X Series da Powersoft implementava um novo sistema de ruting de canal, como também uma fonte de potência trifásica e DSP multifunção. Por outro lado, a Ottocanali DSP+D implementava processamento de sinal avançado e total compatibilidade com o Dante™ de Audinate®.

## Inovações de produto

### Powersoft Audio
- 1995 Tecnologia Classe D — Introduzida pela Powersoft, tecnologia switching que trouxe novos níveis de eficiência de amplificação para a indústria
- 1997  DIGAM 7000[3]
- 2000  Q Series
- 2002  Digimod 1000
- 2004  K Series
- 2007  Digimod 3000 & IPALMOD
- 2012  DSP-4
- 2013  DEVA[7] & M-Force[18]
- 2014  X Series
- 2015  Ottocanali DSP+D

### Powersoft Mobility
- 1996   Supertel: Sistema de resposta de voz interativo IVR automático para linhas telefônicas
- 1999   Regulador de voltagem para o time italiano de F1
- 2000   PTVA
- 2002   PowerLAC - PowerTr@ck
- 2003   GrilloParlante - UCB
- 2004   TraceBox
- 2006   Communication Router
- 2008   UCB2
- 2009   SmartSeal
- 2010   PowerLAC-R - LocaMezzi - PowerLAC-2
- 2012   UCB-ETX - SmartViewer

## Reconocimientos
- 2012  The Readers Choice Awards 12 - Ganador - M Series HDSP
- 2013  AV Awards 13 - Produto de áudio do ano - Altamente elogiado Ottocanali 1204 da Powersoft[19]
- 2013  The Readers Choice Awards 13 - Ganador  - K10
- 2014  The Readers Choice Awards 14 - Ganador  - Ottocanali 12K4
- 2014  The Readers Choice Awards 14 - Ganador  - Deva
- 2015  The Readers Choice Awards 15 - Ganador  - X Series
- 2016  InAVation Awards 16 - Ganador em Tecnología - Ottocanali DSP+D Series[20]